# Sorgvaxskinn
Sorgvaxskinn (Phlebia tristis) är en svampart som först beskrevs av Litsch. & S. Lundell, och fick sitt nu gällande namn av Erast Parmasto 1967. Sorgvaxskinn ingår i släktet Phlebia och familjen Meruliaceae.  Arten är reproducerande i Sverige. Inga underarter finns listade i Catalogue of Life.